# 西门子 M65
西门子 M65是德国西门子公司的移动电话产品。ME45及M55的后续系列产品，它的后续产品是M75。它是一款三防手机（防水、防震、防尘），官方宣传称“风沙水土泥 无所畏惧”。

## 特点
支持红外线（IrDA）传输，支持GPRS CLASS 10无线上网，640×480 VGA镜头，高速连续摄象帧率最高达9f/s，支持J2ME MIDP2.0，内置E-mail客户端，可访问WAP以及HTML（借助第三方软件）页面，拥有可随音乐节奏闪烁的动感闪灯，支持与计算机数据同步。此外这款手机可以配备专门的自行车载配件： 自行车旅行管理系统“越野精灵”，通过这个配件将手机连接在自行车上可以实现对自行车速度、平均速度、距离、旅行时间等数据的监控记录，并能进行导航和线路管理。

## 三防效果
从媒体的测试中看，它的三防效果值得信赖。防水方面，这款手机可以保证在下雨或者饮料倾洒等类似情况不进水，但是潜水方面并不能保证长时间不进水（在IT.com.cn网站的测试中，潜水数十秒后进水）。防震方面，测试中表示从1.5米左右的空中自由落体至石地面收集可以承受，并且可以承受轿车车轮碾压，但是承受碾压之后进行的从20米高的楼房窗户扔下来后被测试的机器外壳出现损坏现象。